# Засосенка
Засо́сенка — деревня Дрезгаловского сельсовета Краснинского района Липецкой области.

## География
Находится на правом берегу реки Дон; тут же расположено устье реки Быстрой Сосны. Деревня расположено за Сосной — отсюда название.

## История
В списке населенных мест 1866 года упоминается деревня владельческая Засосенская Слобода. Позже, в 1880 году, — слобода Засосенская (тогда тут уже имелась школа). Кроме того, встречалось название Мазанка. Впервые с нынешним статусом — деревня она обозначена в 1932 году . На карте 1941 г. обозначена как Двуречье (Мазанка).
В Засосенке находился спиртзавод «Тихий Дон».

## Население
| 2009 | 2010 |
| ---- | ---- |
| 94   | ↘67  |